# 帕韋爾基
49°56′56″N 29°5′0″E / 49.94889°N 29.08333°E
帕韋爾基（烏克蘭語：Павелки），是烏克蘭北部的村莊，隸屬日托米爾州的別爾季切夫區。該村始建於1618年，面積25.2平方公里，海拔高度222米，2001年人口623，人口密度每平方公里24.72人。